# Sender de petit recorregut

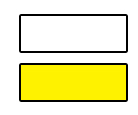
Marca de Sender de Petit Recorregut

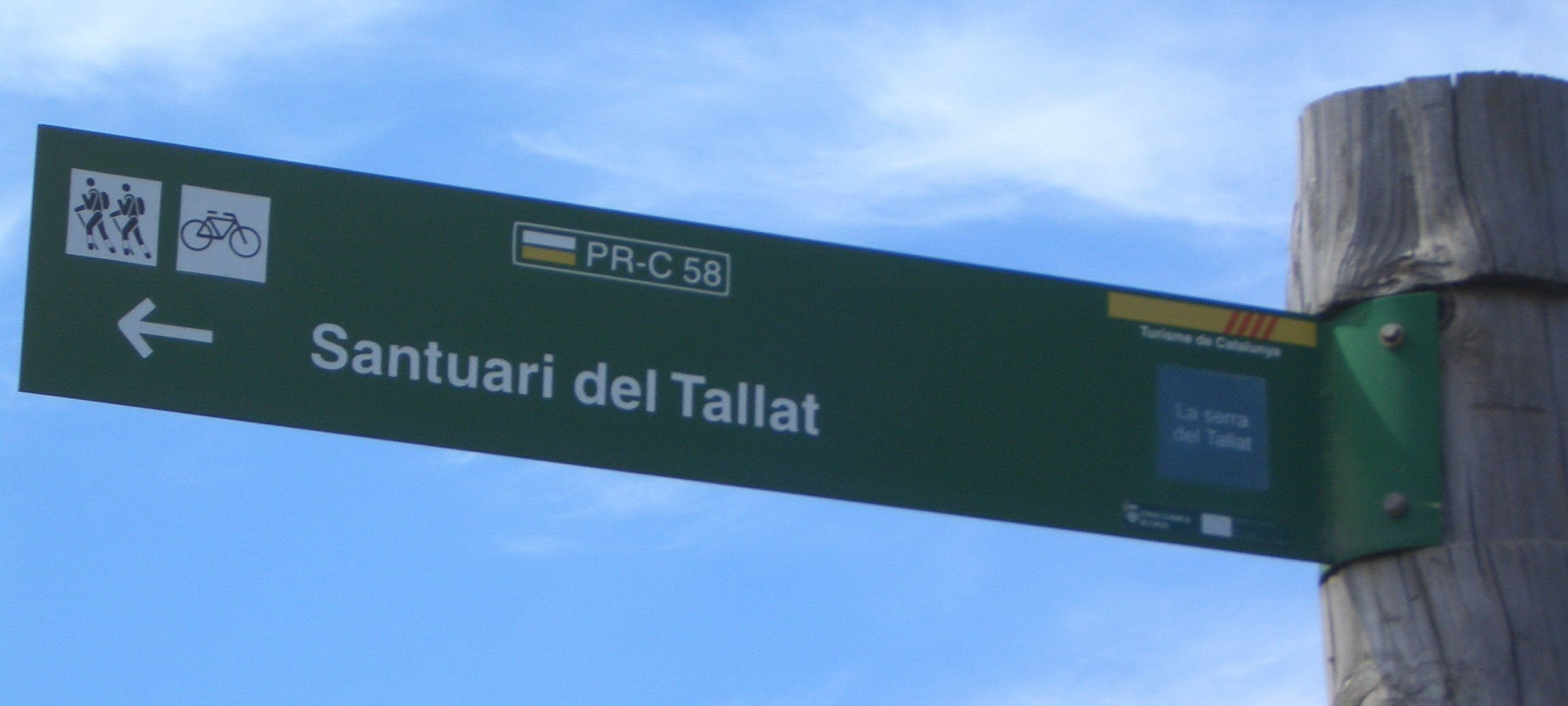
Cartell indicador d'un PR

Les sigles PR designen un sender de petit recorregut, és a dir, un sender senyalitzat, d'entre 10 i 50 km, utilitzat principalment per excursionistes. Els PR són senyalitzats i mantinguts per les federacions excursionistes locals de cada tram.

## Tipus de senders
Els senders es classifiquen en tres grups:
- Els senders de gran recorregut, de més de 50 km i marcats amb els colors blanc i vermell.
- Els senders de petit recorregut, d'entre 10 i 50 km i marcats amb els colors blanc i groc.
- Els senders locals, de menys de 10 km i marcats amb els colors blanc i verd.

## Senyalització
A tot el món els PR se senyalitzen amb els colors groc i blanc. Dues ratlles horizontals (de 15 cm x 5 cm), la de dalt blanca i la de baix groga, indiquen la continuïtat del camí. L'aspa (dues ratlles en forma de X) indica que la direcció és equivocada. Quatre franges paral·leles de colors alterns amb una fletxa apuntant a un costat o l'altre indiquen un canvi de direcció pròxim.

## Relació de senders de petit recorregut a Catalunya[4]
| PR        | Nom                                              | Distància  | Itinerari | Enllaços                            |
| --------- | ------------------------------------------------ | ---------- | --- | ----------------------------------- |
| PR-C 1    | Sender de Reus                                   | 19,600 km  | Reus - Riera de la Sisena, Vilallonga, el Rourell, Vallmoll, Bellavista i GR 172 | GR-172                              |
| PR-C 2    | Sender de Pontils                                | 13,400 km  | Pontils - Santa Perpètua de Gaià, Molí de Seguer, Querol i Sant Jaume de Montagut |                                     |
| PR-C 3    | Serra de Formigosa - Sant Magí de Brufaganya     | 9,900 km   | Serra de Formigosa (coll del Pinar de la Costa), coll de la Fita, Font de Sant Magí i Sant Magí de la Brufaganya                                                                              |                                     |
| PR-C 4    | Sender Valls - Alió                              | 5,650 km   | Valls, antic camp d'aviació i Alió |                                     |
| PR-C 5    | Valls - Serra de Miramar                         | 9,670 km   | Valls, Fontscaldes, forn ibèric, la Facina i Miramar |                                     |
| PR-C 6    | Serra de la Mussara - Prades                     | 9,200 km   | Serra de la Mussara, barranc de la Roca Foradada, la Febró, font del Cap del Pla i Prades |                                     |
| PR-C 7    | Sender del Gorg del Mas dels Frares              | 11,500 km  | Cornudella de Montsant, pantà de Siurana, coll de les Lloses, Siurana, la Trona, molí de l'Esquirola i gorg del Mas dels Frares                                                               |                                     |
| PR-C 8    | Sender de Santes Creus                           | 20 km      | Santes Creus - Santes Creus |                                     |
| PR-C 9    | Sender de Caldes de Montbui                      | 14,981 km  | Caldes de Montbui, riera de Caldes, Roure Gros del Fabregar, Alzina de les Tuies, serra del Farell, Sant Sebastià de Montmajor, els Ginestós, riera de les Elies, Mare de Déu del Grau i GR 5 | GR-5                                |
| PR-C 10   | Sender de Santa Eulàlia de Ronçana               | 19,200 km  | Santa Eulàlia de Ronçana, polígon industrial Cal Magre, Bonavista, Can Rosàs, Can Sabater, Sant Cristòfol de Pallars i Santa Eulàlia de Ronçana                                               |                                     |
| PR-C 11   | Sender de la Pobla de Lillet                     | 8,510 km   | La Pobla de Lillet, Cova de la Verge, Falgars, Vallfogona, La Canalassa, font de Prat Gespador (PR-C 52)                                                                                      | PR-C 52                             |
| PR-C 12   | Sender del Vendrell                              | 13,086 km  | El Vendrell, Sant Vicenç de Calders, Sant Salvador, urbanització el Romaní i el Vendrell |                                     |
| PR-C 13   | Circular d'Ègara                                 | 51,500 km  | Les Fonts de Terrassa - Matadepera- Sant Miquel de Gonteres - Les Fonts de Terrassa | GR-6 GR-96 GR-97 GR-173 PR-31       |
| PR-C 14   | Sender de La Morera de Montsant                  | 18 km      | |                                     |
| PR-C 15   | Sender el Serrallo                               | 15,119 km  | |                                     |
| PR-C 16   | Sender de Santa Oliva                            | 14,300 km  | |                                     |
| PR-C 17   | Sender de Vilaverd a Rojals                      | 10,800 km  | |                                     |
| PR-C 18   | Sender de les Borges del Camp                    | 11 km      | |                                     |
| PR-C 19   | Portal de Montserrat                             | 24 km      | |                                     |
| PR-C 20   | Sender Albiol - Cogullons                        |            | |                                     |
| PR-C 21   | Pontils - Sarral                                 | 19 km      | |                                     |
| PR-C 22   | Romànic de la Garrotxa I                         | 24,800 km  | |                                     |
| PR-C 23   | Romànic de la Garrotxa II                        | 21 km      | |                                     |
| PR-C 24   | Sender de Besalú                                 | 19,600 km  | |                                     |
| PR-C 25   | Sender de Guimerà a Tàrrega                      | 17,250 km  | |                                     |
| PR-C 26   | Sender de Prades                                 | 14 km      | |                                     |
| PR-C 27   | Sender de Gandesa                                | 13 km      | |                                     |
| PR-C 28   | Vilaseca - Colldejou                             | 28 km      | |                                     |
| PR-C 29   | Molar - Capçanes                                 | 14 km      | |                                     |
| PR-C 30   | Sender de Sabadell                               | 23,120 km  | Sabadell-Castellar del Vallès-Sant Llorenç Savall | GR-173-1 i GR-5                     |
| PR-C 31   | Camí dels Monjos                                 | 26,285 km  | Sant Cugat del Vallès-Matadepera-Sant Llorenç del Munt | GR-173 GR-6 GR-97 PR-13             |
| PR-C 32   | Pla del Rieral (Vall del Tenes)                  | 15,240 km  | |                                     |
| PR-C 33   | Sender de La Garriga                             | 29,600 km  | La Garriga - El Figueró i Montmany - La Garriga | GR-5                                |
| PR-C 34   | Sender de Palaudàries                            | 13,650 km  | Lliçà d'Amunt-Palaudàries-Lliçà d'Amunt | GR-97                               |
| PR-C 35   | Carenejant Collserola                            | 25 km      | |                                     |
| PR-C 36   | Sender de Granollers                             | 29,500 km  | |                                     |
| PR-C 37   | Sender d'Olivella                                | 27,700 km  | |                                     |
| PR-C 38   | Sender de Sant Cugat del Vallès                  | 10 km      | |                                     |
| PR-C 39   | Camí Medieval a l'Eramprunyà                     | 17,523 km  | |                                     |
| PR-C 40   | Vic - Sant Pere de Casserres                     | 19,900 km  | |                                     |
| PR-C 41   | Sender de Sant Andreu de Gurg                    | 18,500 km  | |                                     |
| PR-C 42   | Sender de Taradell                               | 19,300 km  | |                                     |
| PR-C 43   | Sender de Tona (Osona)                           | 24 km      | |                                     |
| PR-C 44   | Sender de Prats de Lluçanès                      | 24,300 km  | |                                     |
| PR-C 45   | Sender de Sender de Torelló                      | 23,000 km  | |                                     |
| PR-C 46   | Ruta del Sorreigs                                | 21,000 km  | |                                     |
| PR-C 47   | Camí Vora Ges                                    | 18,100 km  | |                                     |
| PR-C 48   | Circular de Sentmenat                            | 30,500 km  | |                                     |
| PR-C 49   | Sender de Voltregà                               | 25,310 km  | |                                     |
| PR-C 50   | Sender de Puigcercós                             | 19,10 km   | |                                     |
| PR-C 51   | Sender de Sant Jaume de Frontanyà                | 8,10 km    | |                                     |
| PR-C 52   | Sender de la Pobla de Lillet                     | 10,50 km   | |                                     |
| PR-C 53   | Sender de Falset                                 | 10,680 km  | |                                     |
| PR-C 54   | Sender d'Orís                                    | 22,160 km  | |                                     |
| PR-C 55   | Sender de la serra de Montclar                   | 18,350 km  | |                                     |
| PR-C 56   | Sender de la Ribera de Sió                       | 16,40 km   | |                                     |
| PR-C 57   | Sender de la Baronia de Maldà                    | 15,25 km   | |                                     |
| PR-C 58   | La serra del Tallat                              | 15,30 km   | |                                     |
| PR-C 59   | Vallfogona de Ripollès                           | 30,10 km   | |                                     |
| PR-C 60   | Sender de les quatre Ermites                     | 20,568 km  | | GR-1                                |
| PR-C 61   | La Seu d'Urgell-La Bastida                       | 12,70 km   | |                                     |
| PR-C 62   | La Seu d'Urgell-Calbinyà                         | 10,50 km   | |                                     |
| PR-C 63   | La Seu d'Urgell-camí del Ges                     | 17 km      | |                                     |
| PR-C 64   | La Baronia de Bellpuig                           | 22,60 km   | |                                     |
| PR-C 65   | La ruta dels Omells                              | 11 km      | |                                     |
| PR-C 66   | Sender de Lles de Cerdanya                       | 10 km      | |                                     |
| PR-C 67   | Sender de Cava                                   | 11 km      | |                                     |
| PR-C 68   | Sender d'Alàs                                    | 15 km      | |                                     |
| PR-C 69   | Els plans de Conill                              | 18,60 km   | |                                     |
| PR-C 70   | Sender de la Font Freda                          | 11 km      | |                                     |
| PR-C 71   | La Jonquera - Portbou                            | 36 km      | |                                     |
| PR-C 72   | Els Plans d'Almenara                             | 25,8 km    | |                                     |
| PR-C 73   | Sender de Sant Corneli                           | 35,8 km    | |                                     |
| PR-C 74   | Aguilar de Segarra (circular)                    | 18,44 km   | |                                     |
| PR-C 75   | Rajadell (circular)                              | 13,855 km  | |                                     |
| PR-C 76   | De Rajadell al Cogulló de cal Torre (circular)   | 18,440 km  | |                                     |
| PR-C 77   | Castelltallat (circular)                         | 18,440 km  | |                                     |
| PR-C 78   | Anoia Montserratina                              | 25,560 km  | |                                     |
| PR-C 79   | La Gallina Pelada                                | 10,40 km   | |                                     |
| PR-C 80   | Camí dels Frares                                 | 20,70 km   | |                                     |
| PR-C 81   | Sender de Rasquera                               | 29,100 km  | |                                     |
| PR-C 82   | Casetes Velles - La Sénia                        | 24,500 km  | |                                     |
| PR-C 83   | Circuit del Montsià                              | 42,800 km  | |                                     |
| PR-C 84   | Sender de Cornudella de Montsant                 | 10,00 km   | |                                     |
| PR-C 85   | Tivissa - Garcia                                 | 22,00 km   | |                                     |
| PR-C 86   | Prades - Riudabella                              | 11,400 km  | |                                     |
| PR-C 87   | Arbolí - la Mussara                              | 15,700 km  | |                                     |
| PR-C 88   | Ruta del Carrasclet                              | 76,125 km  | |                                     |
| PR-C 89   | Capçanes - Mora d'Ebre                           | 17,600 km  | |                                     |
| PR-C 90   | Hospitalet de l'Infant - Llaberia                | 20,100 km  | |                                     |
| PR-C 91   | Hospitalet de l'Infant - Tivissa                 | 29,700 km  | |                                     |
| PR-C 92   | Hospitalet de l'Infant - Capçanes                | 34 km      | |                                     |
| PR-C 93   | Santa Eugènia de Berga                           | 15 km      | |                                     |
| PR-C 94   | Ulldecona - Ventalles                            | 24,375 km  | |                                     |
| PR-C 95   | Sender del Racó del Tabac                        | 25 km      | |                                     |
| PR-C 96   | Colldejou - Pratdip                              | 12,4 km    | |                                     |
| PR-C 97   | Sender d'Anglesola                               | 10,80 km   | |                                     |
| PR-C 98   | Prat de Compte - Gandesa                         | 49,5 km    | |                                     |
| PR-C 99   | Monells - Quart d'Onyar                          | 16,5 km    | |                                     |
| PR-C 100  | Cruïlles - Cassà de la Selva                     | 14,250 km  | |                                     |
| PR-C 101  | Sender de Sant Grau d'Ardenya                    | 15,100 km  | |                                     |
| PR-C 102  | Sender de Sant Feliu de Guíxols                  | 10,200 km  | |                                     |
| PR-C 103  | Sender del Puig d'Arques                         | 14 km      | |                                     |
| PR-C 103  | Sender del Puig d'Arques                         | 14 km      | |                                     |
| PR-C 104  | Fonteta - Fitor                                  | 7,400 km   | |                                     |
| PR-C 105  | Sender de Palamós                                | 24,900 km  | |                                     |
| PR-C 106  | Sender de Palafrugell                            | 9,200 km   | |                                     |
| PR-C 107  | Llafranc - Tamariu                               | 5,450 km   | |                                     |
| PR-C 108  | Sender de Pals                                   | 20,480 km  | | GR-92                               |
| PR-C 109  | Sender de Torroella de Montgrí                   | 19,80 km   | |                                     |
| PR-C 110  | Sender de Sant Pol de S'Agaró                    | 15,95 km   | |                                     |
| PR-C 111  | Sender de Gessa                                  | 20,4 km    | |                                     |
| PR-C 112  | Sender de Bagergue                               | 15,65 km   | |                                     |
| PR-C 113  | Sender de Ribèra deth Salient                    | 21,350 km) | |                                     |
| PR-C 114  | Sender de Es Bòrdes                              | 28,800 km  | |                                     |
| PR-C 115  | Sender de Gausac                                 | 31,200 km  | |                                     |
| PR-C 116  | Sender de Torre Valentina                        | 14,800 km  | |                                     |
| PR-C 117  | Sender de Santa Maria de Bell-Lloc               | 12 km      | |                                     |
| PR-C 118  | Sender de Sta. Maria de Fenals                   | 14,500 km  | |                                     |
| PR-C 119  | Una Volta a Igualada (circular). (               | 68,350 km  | |                                     |
| PR-C 120  | Sender de Rocacorba                              | 12,160 km  | Banyoles-Santa Maria de Rocacorba |                                     |
| PR-C 121  | Estana – Coll de la Canal del Cristall           | 6,100 km   | | GR-150 , GR-150-1                   |
| PR-C 122  | Adraén – Collet Canal de Migdia                  | 14,750 km  | | GR-150-1                            |
| PR-C 123  | Volta al Pedraforca                              | 17,870 km  | Mirador del Gresolet - Enforcadura - Mirador del Gresolet | GR-107 , GR-150 , GR-150-1 , PR-124 |
| PR-C 124  | Saldes - Olià                                    | 29,500 km  | |                                     |
| PR-C 125  | Sender de l'Hostalet                             | 10,600 km  | |                                     |
| PR-C 126  | Urús – refugi del Rebost                         | 15,020 km  | |                                     |
| PR-C 127  | Pedraforca 380º                                  | 17,000 km  | Gòsol, font Terrers, font de la Roca, el Collell, Refugi Lluís Estasen, coll de Jou i Gòsol.                                                                                                  |                                     |
| PR-C 128  | Pels Cingles de Vallcebre                        |            | |                                     |
| PR-C 129  | L'Olla de Sant Julià – Sant Julià de Cerdanyola  |            | |                                     |
| PR-C 130  | Sender de Manresa                                | 33,100 km  | |                                     |
| PR-C 131  | Sender d'Aiguamoll de la Bòbila (Santpedor)      | 28 km      | |                                     |
| PR-C 132  | Les Farreres-Cogulló de cal Torre (Manresa)      | 33,150 km  | |                                     |
| PR-C 133  | Sender de Sallent                                | 28,300 km  | |                                     |
| PR-C 134  | Sender de Súria                                  | 30 km      | |                                     |
| PR-C 135  | Sender d'Artés                                   | 23,123 km  | |                                     |
| PR-C 136  | Sender de la Gavarra                             | 19 km      | |                                     |
| PR-C 137  | Sender de Castellfollit del Boix                 | 16,200 km  | |                                     |
| PR-C 139  | Sender de Pi Novell                              | 18,319 km  | Sant Antoni de Vilamajor, Sant Pere de Vilamajor, La Força de Vilamajor, Sant Elies de Vilamajor, Turó del Samont, Turó del Pi Novell, Pla de la Calma                                        | Unió GR-5 i GR-97                   |
| PR-C 140  | Circuit nord de Cervera                          | 15,400 km  | |                                     |
| PR-C 141  | Circuit sud de Cervera                           | 12,700 km  | |                                     |
| PR-C 142  | Sender de Les Franqueses                         | 16 km      | |                                     |
| PR-C 143  | Sender de Sant Pere de Ribes                     | 18 km      | |                                     |
| PR-C 144  | Ruta de les Colònies tèxtils                     | 28,500 km  | |                                     |
| PR-C 145  | Sender de Sant Llorenç Savall                    | 24,500 km  | |                                     |
| PR-C 146  | Sender de Calella a Tordera                      | 30 km      | |                                     |
| PR-C 147  | Sender de Vilada                                 | 14,500 km  | |                                     |
| PR-C 148  | Sender del castell de Foix                       | 23,335 km  | |                                     |
| PR-C 149  | Sender de Sant Martí Sarroca                     | 42,835 km  | |                                     |
| PR-C 150  | Sender de Torrelles de Foix                      | 25 km      | |                                     |
| PR-C 151  | Sender de La Granada                             | 40 km      | |                                     |
| PR-C 152  | Sender de Sant Pau d'Ordal                       | 23,945 km  | |                                     |
| PR-C 153  | Sender de Sant Joan de Mediona                   | 31,635 km  | |                                     |
| PR-C 154  | Sender de la Múnia                               | 27,835 km  | |                                     |
| PR-C 155  | Sender de Sant Sadurní d'Anoia                   | 23,605 km  | |                                     |
| PR-C 156  | Olesa de Bonesvalls a Sant Llorenç d'Hortons     | 21 km      | |                                     |
| PR-C 157  | Vilafranca del Penedès a Piera                   | 28,345 km  | |                                     |
| PR-C 158  | Guardiola de Berguedà – Paller de Dalt           | 13,070 km  | |                                     |
| PR-C 159  | Camí de l'Aigua                                  | 29,945 km  | |                                     |
| PR-C 160  | Ruta de les Fonts                                | 13,650 km  | |                                     |
| PR-C 161  | Ruta de la Torrassa                              | 15 km      | |                                     |
| PR-C 162  | Ruta del Sol Blau                                | 19,568 km  | |                                     |
| PR-C 165  | Sant Feliu de Llobregat al Bosc Gran             | 14,750 km  | |                                     |
| PR-C 166  | Volta al Puigventós                              | 14,761 km  | |                                     |
| PR-C 167  | Camí de Sant Salvador de les Espases             | 11,971 km  | |                                     |
| PR-C 168  | Camí de Vilalba                                  | 13 km      | |                                     |
| PR-C 169  | Camí Històric d'Abrera                           | 10,612 km  | |                                     |
| PR-C 170  | Camí de les Parets de la Murtra- Gavà            | 14,929 km  | |                                     |
| PR-C 171  | Riera de Vallvidrera - La Mallol - Molins de Rei | 14,270 km  | |                                     |
| PR-C 182  | Sender de Tivissa                                | 17,400 km  | |                                     |
| PR-C 183  | Sender de la Morera de Montsant                  | 9 km       | |                                     |
| PR-C 184  | Vilanova de Prades a Prades                      | 18,300 km  | |                                     |
| PR-C 185  | Sender de Paüls a l'Horta de Sant Joan           | 24,150 km  | |                                     |
| PR-C 186  | Sender de Camprodon                              | 49,800 km  | |                                     |
| PR-C 187  | Sender de coll d'Ares                            | 31,600 km  | |                                     |
| PR-C 188  | Sant Pau de Segúries a Setcases                  | 22 km      | |                                     |
| PR-C 189  | Volta a Serra Cavallera                          | 22,100 km  | |                                     |
| PR-C 190  | Sender de Camprodon a Ribes de Freser            | 22,500 km  | |                                     |
| PR-C 191  | Quart - Cassà de la Selva                        | 12,170 km  | |                                     |
| PR-C 192  | Quart - Castell de Sant Miquel                   | 12,190 km  | |                                     |
| PR-C 193  | Quart - Monells                                  | 17,730 km  | |                                     |
| PR-C 194  | Llagostera - Coll del Matxo Mort                 | 13,340 km  | |                                     |
| PR-C 195  | Girona - Sant Martí Vell                         | 17,020 km  | |                                     |
| PR-C 196  | Girona - Madremanya                              | 17,210 km  | |                                     |
| PR-C 199  | La Nou de Berguedà - La Nou de Berguedà          | 17,210 km  | |                                     |
| PR-C 201  | Arbúcies - Castell de Montsoriu - Breda          | 17,210 km  | |                                     |
| PR-C 1025 | Sender del Mil·lenari Montserrat                 | 27,321 km  | |                                     |